# Street Punk Rulez!
Street Punk Rulez! – druga płyta polskiej grupy street punkowej The Analogs. Warte zauważenia są akcenty muzyki reggae w utworach Jah Love Agnostic Front, Błękitne Hełmy czy Rzeki Marzeń.   

## Spis utworów (edycja CD)
1. W Objeciach Diabła (2:20)
2. Droga (2:47)
3. Sprzedana (2:52)
4. Ostatni Krwawy Gang (1:57)
5. Jah Love Agnostic Front (2:31)
6. Rzeki Marzeń (2:04)
7. Nina (2:24)
8. Idą Chłopcy (2:38)
9. Rebel Yell (3:04) (Billy Idol)
10. Podobno (3:11)
11. Błękitne Hełmy (4:39)
12. Oi! Młodzież (3:24)
13. Nasze Ciała`98 (2:50)
14. Analogs Rules`98 (1:34)
15. Dzieciaki Atakujące Policję`98 (3:00)
16. Szczecin`98 (2:10)
17. Popatrz Na...[cena za życie]'98 (2:43)
18. Utwór dodatkowy

## Twórcy
- Dominik "Harcerz" Pyrzyna - śpiew
- Marek "Oreł" Adamowicz - gitara
- Artur Szmit - gitara basowa
- Ziemowit "Ziemek" Pawluk - perkusja